# Sandy Reynolds-Wasco
 (juin 2025).
Pour les articles homonymes, voir Reynolds.
Sandy Reynolds-Wasco, née au XXe siècle, est une conceptrice de production américaine qui a reçu, conjointement avec son mari David Wasco, un Oscar dans la catégorie Oscar des meilleurs décors à la  89e cérémonie des Oscars en 2017.

## Filmographie (sélection)
- 1987 : American Playhouse (série télévisée, un épisode)
- 1992 : Reservoir Dogs
- 1993 : Killing Zoe
- 1994 : Pulp Fiction
- 1996 : Bottle Rocket
- 1997 : Touch
- 1997 : She's So Lovely
- 1997 : Jackie Brown
- 1998 : Rushmore
- 2000 : Un amour infini (Bounce)
- 2001 : Braquages (Heist)
- 2003 : Kill Bill, volume 1
- 2004 : Kill Bill, volume 2
- 2004 : Collatéral
- 2006 : La Couleur du crime (Freedomland)
- 2008 : Stop-Loss
- 2008 : Redbelt
- 2009 : Inglourious Basterds
- 2011 : Rampart - Un flic hors de contrôle
- 2012 : Sept psychopathes
- 2015 : Cinquante nuances de Grey
- 2016 : La La Land

## Récompenses et distinctions
- (en) Sandy Reynolds-Wasco: Awards, sur l'Internet Movie Database